# Bolitoglossa mombachoensis
Espèce
Statut de conservation UICN

 VU D2 : Vulnérable
Bolitoglossa mombachoensis est une espèce d'urodèles de la famille des Plethodontidae.

## Répartition
Cette espèce est endémique du département de Granada au Nicaragua. Elle se rencontre entre 950 et 1 250 m d'altitude sur le volcan Mombacho.

## Description
Bolitoglossa mombachoensis mesure environ 110 mm dont un peu moins de la moitié pour la queue. Les mâles mesurent sans la queue de 46,0 à 57,5 mm et les femelles de 51,5 à 66,0 mm.

## Étymologie
Son nom d'espèce, composé de mombacho et du suffixe latin -ensis, « qui vit dans, qui habite », lui a été donné en référence au lieu de sa découverte, le volcan Mombacho.

## Publication originale
- Köhler & McCranie, 1999 : A new species of salamander from Volcán Mombacho, Nicaragua, formerly referred to Bolitoglossa striatula. Senckenbergiana Biologica, vol. 79, p. 89-93.